# Рухин, Евгений Львович
Евгений Львович Рухин (2 июля 1943, Саратов — 24 мая 1976, Ленинград) — советский художник-нонконформист, представитель неофициального искусства. Один из инициаторов «Бульдозерной выставки» в Москве (1974).

## Биография
Родился в семье учёных-геологов Льва Борисовича и Евгении Валериановны Рухиных, когда они, будучи эвакуированы из блокадного Ленинграда, жили в Саратове.
Закончил геологический факультет ЛГУ, работал геологом-изыскателем. Увлекся русской иконой.
С 1963 начал самостоятельно заниматься живописью, сблизился с В. Немухиным, испытал его влияние. В 1966—1967 его выставки прошли в молодёжных клубах Ленинграда, в 1966 состоялась выставка в Нью-Йорке, в галерее Бетти Парсонс.
Рухин был одним из инициаторов Бульдозерной выставки, выставки в Измайловском парке в Москве (1974).
Погиб 24 мая 1976 года при пожаре в собственной мастерской. По утверждению Сергея Григорьянца, в окно была брошена толовая шашка, а дверь подперта снаружи.

## Творчество и признание
Элементы поп-арта соединялись у Рухина с поисками сакрального в искусстве.
После смерти художника десятки его выставок прошли в Европе, США, Японии, Израиле.
Персональная выставка произведений Рухина в Санкт-Петербурге прошла в 1996 году.
Работы художника находятся в собраниях:
- Государственная Третьяковская галерея
- Московский музей современного искусства
- Музей «Другое искусство», Москва
- Новый музей, Санкт-Петербург